# Konstrukcja membranowa

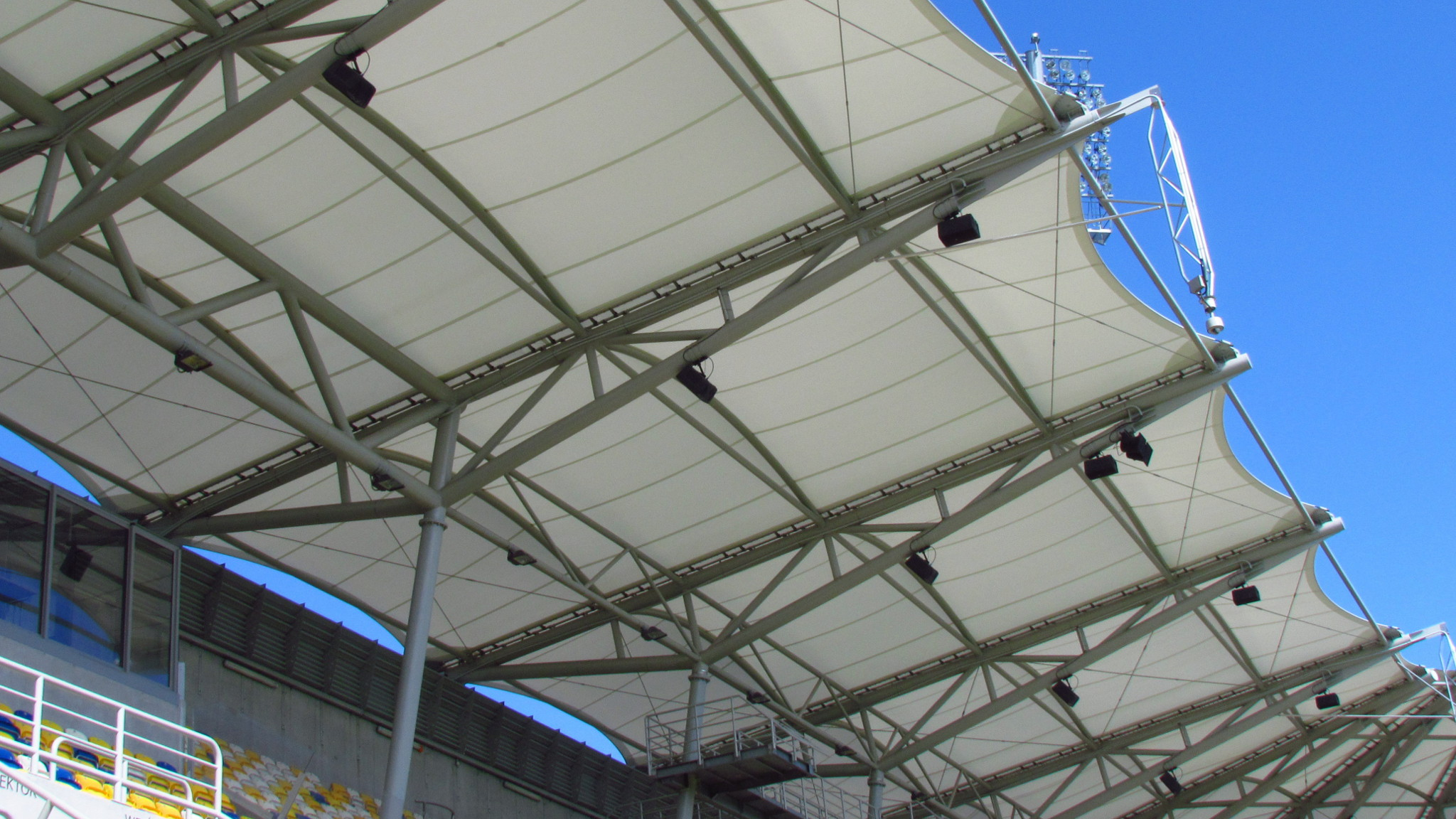
Zadaszenie membranowe

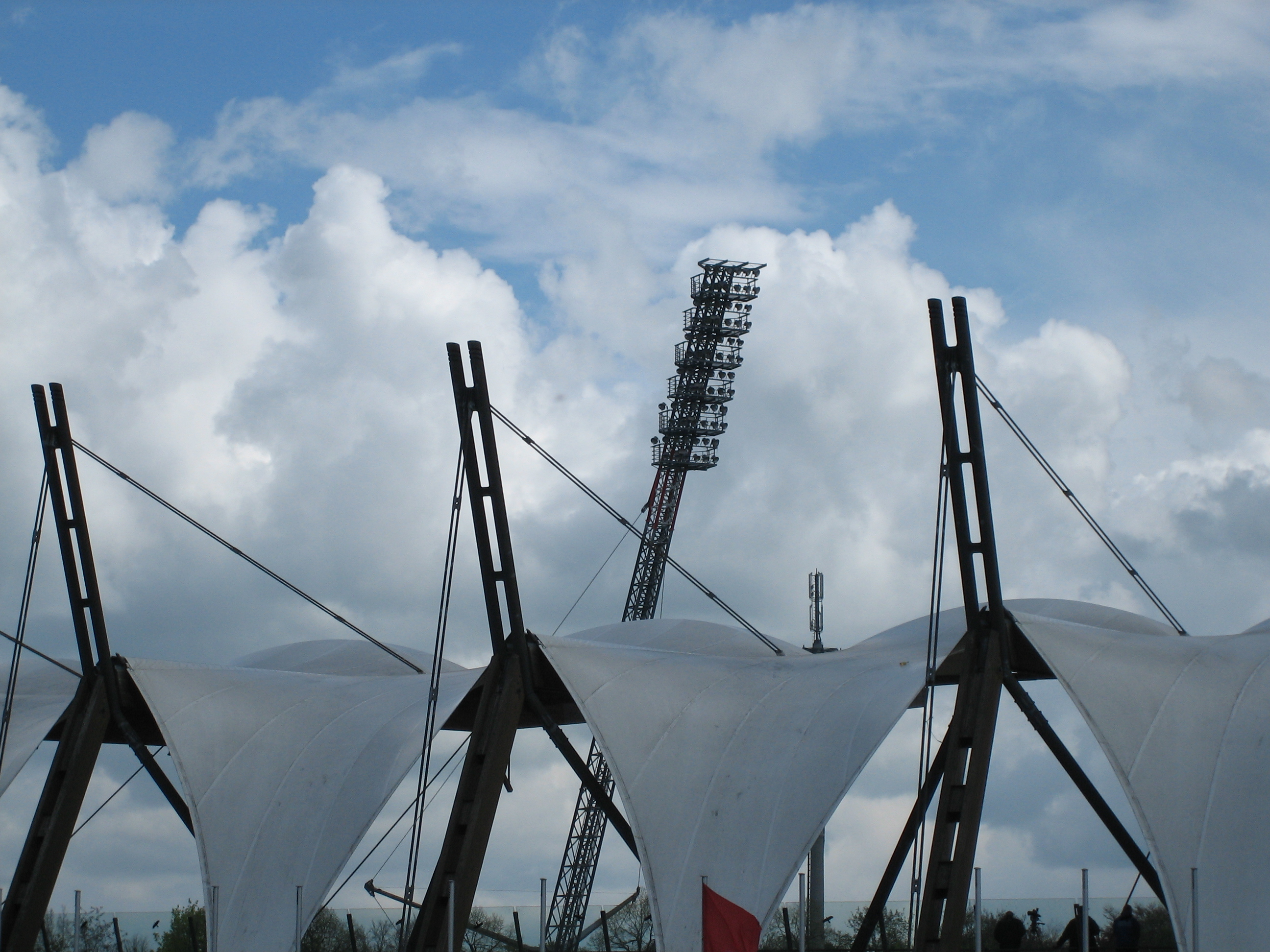
Zadaszenie Steigerwaldstadion w Erfurt

Konstrukcja membranowa (błonowa) – struktura przestrzenna wykonana z napiętej membrany.
Ukształtowana powłoka wykonana jest z tkaniny technicznej pokrytej warstwami ochronnymi (PVC, PTFE) lub folii (ETFE). Powłoka mocowana jest do sztywnej konstrukcji przy pomocy lin, które ułatwiają rozłożenie obciążeń. Aby zapewnić membranie odpowiednią nośność niezbędne jest prawidłowe ukształtowanie, zapewnienie podwójnej krzywizny.
Projektowanie tego typu struktur wiąże się z procesem "poszukiwania" kształtu napiętej membrany. Ostateczny kształt powłoki membranowej uzyskiwany jest dzięki przygotowaniu pasów materiału o odpowiednim kształcie (brytów), na podstawie przygotowanych wykrojów i połączeniu ich ze sobą. W przypadku najbardziej popularnych rodzajów tkaniny technicznej łączenie odbywa się przez zgrzewanie z podgrzewaniem przy pomocy mikrofal. Konstrukcje membranowe zwykle pełnią rolę otwartych zadaszeń a rzadziej osłon bocznych.
Architektem i konstruktorem, którego działalność związana jest z projektowaniem konstrukcji cięgnowych i membranowych był Frei Otto.